# Joaquín Gómez Gómez
Joaquín Gómez Gómez (Mazcuerras, 1955) es un maestro y político español que entre 2019 y 2023 ejerció como presidente del Parlamento de Cantabria. Ha desarrollado su vida política en la comunidad autónoma de Cantabria; fue concejal y alcalde del municipio de Santa Cruz de Bezana y, desde mayo de 2019, es diputado del Parlamento de Cantabria.

## Biografía
Nacido en Mazcuerras en 1955 y afincado en Santa Cruz de Bezana desde 1992, Gómez es diplomado en Magisterio y Relaciones Laborales.
Su vida profesional en el ámbito privado la desarrolló en el Gran Casino del Sardinero. Igualmente, es afiliado del sindicato Unión General de Trabajadores (UGT) desde 1983 en el que ha desempeñado cargos de dirección.
Afiliado al PSC-PSOE, es miembro del Comité regional y secretario de organización del comité municipal de Santa Cruz de Bezana. Asimismo, fue concejal del Ayuntamiento de Santa Cruz de Bezana, tercer teniente de alcalde y portavoz del grupo municipal socialista. Con motivo de la dimisión del alcalde Pablo Zuloaga debido a su nombramiento como Delegado del Gobierno en Cantabria, Gómez Gómez fue elegido para sustituirlo en julio de 2018 con los apoyos del PSOE, PRC, IU-Ganemos y la Agrupación de Vecinos Independiente de Bezana (ADVI). Abandonó la alcaldía en junio de 2019.
Se presentó a las elecciones autonómicas de 2019, saliendo elegido como diputado al Parlamento de Cantabria. El 18 de junio se anunció que, gracias al pacto de gobernabilidad entre el PRC y el PSC, Gómez  sería el candidato socialista a la presidencia del Parlamento de Cantabria, siendo elegido el 20 de junio con los votos de ambos grupos. Ocupó ese cargo hasta el 22 de junio de 2023, cuando pasó a ser secretario segundo del Parlamento.